# Baugur Group
Die Baugur Group ['pøyɣʏr] war eine isländische Kapitalbeteiligungsgesellschaft. Baugur war vor seiner Insolvenz 2009 das größte Privatunternehmen Islands. Kerngeschäft der Holding war die Kapitalbeteiligung an Einzelhandelsketten, hauptsächlich in Skandinavien, dem Vereinigten Königreich und den Vereinigten Staaten.
Baugur war mit Stand Juli 2008 weltweit an 4.300 Einzelhandelsgeschäften mit etwa 70.000 Mitarbeitern und einem Jahresumsatz von  9 Milliarden Pfund beteiligt.

## Geschichte
Das Unternehmen entstand 1998 durch den Zusammenschluss der beiden isländischen Supermarktketten Bónus und Hagkaup. Das isländische Wort baugur bedeutet Ring oder Kreis.

### Hagkaup
Hagkaup wurde 1959 von Pálmi Jónsson in einer alten Scheune als Versandunternehmen gegründet. Der wirtschaftliche Erfolg stellte sich rasch ein, da das Unternehmen die Preise der traditionellen Einzelhändler unterbieten konnte. Bald wurde in der Scheune ein Geschäft eingerichtet und 1967 der erste Supermarkt Islands im Osten Reykjavíks. 

### Bónus
1989 eröffnete Jón Ásgeir Jóhannesson die isländische Diskont-Supermarktkette Bónus mit dem ersten Markt in der Hauptstadt Reykjavík. Das schnell wachsende Unternehmen konnte innerhalb von drei Jahren Märkte in ganz Island eröffnen.

### Übernahme und Zusammenschluss
1993 erwarb Hagkaup 50 % der Anteile an Bónus. Ein Jahr später, 1993, wurde ein gemeinsames Tochterunternehmen zum Wareneinkauf unter dem Namen Baugur gegründet.
1998 wurden Hagkaup und Bónus fusioniert, als gemeinsame Holdinggesellschaft entstand Baugur. Jón Ásgeir Jóhannesson wurde CEO und Präsident des Unternehmens. Noch im gleichen Jahr wurde die Holding an der Isländischen Börse ICEX gelistet. 2002 wurde der Name in Baugur Group geändert, um die Organisationsstruktur des Unternehmens besser zu repräsentieren. 2003 wurde das Unternehmen von der Börse genommen, nachdem die Aktienmehrheit von einem Syndikat um Mundur und die Kaupthing Bank erworben worden war.

## Insolvenz
Am 4. Februar 2009 meldete Baugur Insolvenz an.

## Beteiligungen

### Island
- Bónus (Supermarkt)
- Hagkaup (Supermarkt)
- 10-11 (Einzelhandel)
- Útilíf (Sportartikel)
- Debenhams (Warenkette)
- Topshop (Boutique)
- Miss Selfridge (Boutique)
- Dótabúðin (Spielwarengeschäft)
- Stoðir (Finanzdienstleistungen): 49,6 %
- Húsasmiðjan (Baumarkt): 45 %
- Tæknival (IT-dienstleistungen)
- Kaldbakur (Investmentunternehmen): 24,76 %
- 365 (Medienunternehmen): 30 %
- Smáralind (Einkaufszentrum): 20 %
- Allianz-Vertretung in Island
- Dagsbrún (Medien und Telekommunikation)

### Weltweit
- Woolworths Group plc (Warenhaus): 7 %
- Goldsmiths (Juwelierkette)
- Julian Graves (Gesundheitsprodukte)
- Big Food Group
- Oasis (Boutique)
- Karen Millen (Boutique)
- Hamleys (Spielwarengeschäft)
- Somerfield (Supermarkt): 3 %
- Coast (Boutique)
- Whistles (Boutique)
- MK One value (Boutique)
- Magasin du Nord department store: 83 % (mit Straumur Investment Bank und B2B Holdings)
- Illum (Warenhaus)
- Keops (Immobilien): 30 %
- Merlin (Elektronikhandel)
- Woodward (Catering)
- Shoe Studio Group (Schuheinzelhandel)
- D'Angleterre (Hotel)
- SMS (Supermarkt)